# Eggerding
Eggerding település Ausztriában, Felső-Ausztria tartományban, a Schärdingi járásban, területe 22 km².

## Fekvése
Tengerszint feletti magassága 382 méter. Eggerding Taufkirchen an der Pram, Andorf, Mayrhof, Lambrechten, Ort im Innkreis, Antiesenhofen és Sankt Marienkirchen bei Schärding településekkel határos.

## Népesség
Lakosainak száma 1320 fő (2018. január 1.).